# Liste des résolutions du Conseil de sécurité des Nations unies adoptées en 1989
Les résolutions du Conseil de sécurité des Nations unies sont les décisions qui sont votées par le Conseil de sécurité des Nations unies.
Une telle résolution est acceptée si au moins neuf des quinze membres (depuis le 17 décembre 1963, 11 membres avant cette date) votent en sa faveur et si aucun des membres permanents qui sont la Chine, les États-Unis, la France, le Royaume-Uni et l'Union soviétique (la Russie depuis 1991) n'émet de vote contre (qui est désigné couramment comme un veto).

## Résolutions 627 à 629
- Résolution 627 : Cour internationale de justice (adoptée le 9 janvier 1989).
- Résolution 628 : Angola (adoptée le 16 janvier 1989).
- Résolution 629 : Namibie (adoptée le 16 janvier 1989).

## Résolutions 630 à 639
- Résolution 630 : Israël-Liban (adoptée le 30 janvier 1989).
- Résolution 631 : Irak-République islamique d'Iran (adoptée le 8 février 1989).
- Résolution 632 : Namibie (adoptée le 16 février 1989).
- Résolution 633 : Israël-République arabe syrienne (adoptée le 30 mai 1989).
- Résolution 634 : Chypre (adoptée le 9 juin 1989).
- Résolution 635 : marquage des explosifs (adoptée le 14 juin 1989).
- Résolution 636 : territoires occupés par Israël (adoptée le 6 juillet 1989).
- Résolution 637 : Amérique centrale (adoptée le 27 juillet 1989).
- Résolution 638 : prise d'otages (adoptée le 31 juillet 1989).
- Résolution 639 : Israël-Liban (adoptée le 31 juillet 1989).

## Résolutions 640 à 646
- Résolution 640 : Namibie (adoptée le 29 août 1989).
- Résolution 641 : territoires occupés par Israël (29 août 1989).
- Résolution 642 : Irak-République islamique d'Iran (adoptée le 29 septembre 1989).
- Résolution 643 : Namibie (adoptée le 31 octobre 1989).
- Résolution 644 : Amérique centrale (adoptée le 7 novembre 1989).
- Résolution 645 : Israël-République arabe syrienne (adoptée le 29 novembre 1989).
- Résolution 646 : Chypre (adoptée le 14 décembre 1989).